# Percy Gilchrist
Percy Carlyle Gilchrist FRS (27 de diciembre de 1851 - 16 de diciembre de 1935) fue un químico y metalúrgico británico, conocido por haber desarrollado junto con su primo Sidney Thomas el convertidor Thomas, un procedimiento que permitió obtener acero de calidad de minerales de hierro ricos en fósforo. 

## Semblanza

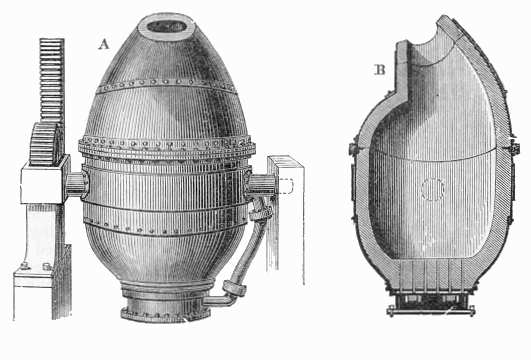
Diagrama esquemático de un convertidor Bessemer

Gilchrist nació en Lyme Regis, Dorset. Era hijo de Alexander y Anne Gilchrist y estudió en la Felsted School y en la Real Escuela de Minas. Contrajo la escarlatina contagiado por su hermana, por lo que llegó a estar gravemente enfermo. Su padre también contrajo la enfermedad y murió en noviembre de 1861.
Es conocido por su colaboración con su primo, Sidney Thomas, en lo que se convirtió en el "proceso básico" estándar para fabricar acero, lo que permitió la producción de acero con bajo contenido de fósforo a partir de minerales locales con alto contenido de fósforo al cambiar el proceso ácido estándar por un proceso básico, lo que significó la disponibilidad de acero a bajo costo para la industria británica, al evitar la necesidad de importar minerales bajos en fósforo más caros. Desarrolló el proceso entre 1875 y 1877 junto con su primo. Se trataba de fundir arrabio en un convertidor similar al utilizado en el proceso Bessemer y someterlo a un soplado prolongado. El oxígeno del aire insuflado oxidaba el carbono y otras impurezas, y la adición de cal en esta etapa hacía que los óxidos se separaran como escoria en la superficie del metal fundido. Un beneficio adicional era que la escoria rica en fósforo se podía utilizar como fertilizante agrícola.
Ingresó en un asilo privado bien equipado, el Sanatorio Holloway, donde estuvo desde el 5 de marzo de 1899 durante poco menos de un año, cuando le dieron de alta. Se destacan sus "excentricidades" y su papel como inventor.
Fue elegido vicepresidente del Instituto del Hierro y del Acero y en 1891 resultó elegido Miembro de la Royal Society.
Murió en 1935. Se había casado con Nora, hija del capitán L. N. Fitzmaurice de la Royal Navy.